# Bienvenue chez moi (album de Florent Pagny)
Pour les articles homonymes, voir Bienvenue chez moi.
Albums de Florent Pagny
Rester vrai
(1994) Savoir aimer
(1997)
Singles
1. Bienvenue chez moi
Sortie : 25 septembre 1995
2. Caruso
Sortie : 1996
3. Oh Happy Day
Sortie : Septembre 1996

Bienvenue chez moi  est un album de compilation de Florent Pagny sorti le 26 septembre 1995 sous le label Philips. 
Par son succès et par son concept, mêlant anciens titres et chansons inédites, on peut le considérer comme son 4e album studio ou comme une compilation (deux titres inédits et deux nouveaux duos).
À la vue du succès retrouvé de Florent Pagny, les responsables de sa maison de disques lui proposent de sortir une compilation. Pagny, d'abord réticent, accepte à condition de pouvoir y placer des inédits et des duos.
Ces nouveaux titres sont enregistrés dans la maison de ses parents, en Bourgogne. Le titre de l'album, Bienvenue chez moi s'impose donc comme une évidence. Cette chanson, qui ouvre l'album, sera d'ailleurs la seule vraie nouvelle chanson de l'album. Mais c'est surtout la reprise de Caruso de Lucio Dalla qui fera le succès de l'album. Elle se classera no 2 au Top 50 et no 3 au classement de Belgique wallonne. Le public y découvre le talent vocal extraordinaire de celui qu'il connaissait surtout pour son côté révolté.
Cette compilation met en avant également quelques rencontres. Outre son duo avec Johnny Hallyday, qui figurait déjà sur l'album précédent, on y retrouve un duo avec la chanteuse israélienne Noa, rencontrée lors de l'émission Taratata, et une rencontre avec Carole Fredericks et les Chérubins de Sarcelles, enregistrée pour les Enfoirés.
Pour le reste, ses grands succès figurent en bonnes places, y compris les titres encore inédits en albums comme N'importe quoi et Laissez-nous respirer.
En France, l'album sera certifié disque de diamant, avec 1,5 million d'exemplaires vendus. Il rentrera dans le classement du SNEP, le 24 septembre 1995 et y restera 84 semaines. Sa meilleure place est la no 1, où il restera 11 semaines.
L'album remportera également le World Music Award de l'album français le plus exporté.
Il sera suivi d'une tournée triomphale[réf. nécessaire] passant par le Cirque d'hiver à Paris, la France, la Belgique et la Suisse.

## Liste des titres
| No  | Titre                                                               | Auteur                                     | Date    | Durée |
| --- | ------------------------------------------------------------------- | ------------------------------------------ | ------- | ----- |
| 1.  | Bienvenue chez moi                                                  | Erick Benzi                                | inédite | 4:10  |
| 2.  | N'importe quoi                                                      | Florent Pagny-Marion Vernoux/Florent Pagny | 1987    | 3:50  |
| 3.  | Si tu veux m'essayer                                                | Sam Brewski                                | 1994    | 4:01  |
| 4.  | Ça fait des nuits                                                   | Florent Pagny                              | 1990    | 3:55  |
| 5.  | Tue-moi                                                             | Francis Basset/Franck Langolff             | 1992    | 3:37  |
| 6.  | Est-ce que tu me suis ?                                             | Sam Brewski                                | 1994    | 4:28  |
| 7.  | I Don't Know (en duo avec Noa)                                      | Noa                                        | 1995    | 4:40  |
| 8.  | Caruso                                                              | Lucio Dalla                                | inédite | 5:42  |
| 9.  | Jamais (en duo avec Johnny Hallyday)                                | Gildas Arzel/Canada                        | 1994    | 3:35  |
| 10. | Laissez-nous respirer                                               | Florent Pagny                              | 1988    | 4:01  |
| 11. | Presse qui roule                                                    | Florent Pagny                              | 1990    | 4:41  |
| 12. | Qu'est-ce qu'on a fait ?                                            | Florent Pagny                              | 1992    | 4:09  |
| 13. | Oh Happy Day (avec Carole Fredericks et les Chérubins de Sarcelles) | Edwin Hawkins                              | 1995    | 5:11  |
| 14. | Merci                                                               | Florent Pagny                              | 1990    | 4:14  |
| 69. | Le Blues (titre caché)                                              | Florent Pagny                              | 1994    | 2:05  |